# شانونو
شانونو (بالإنجليزية: Shanono) هيَّ منطقة حكم محلي في نيجيريا ‏ في ولاية كانو في مدينة كانو. ويقدر عدد سكانها اعتبارًا من شَهر مارس لعام 2016 بـ 193،500 نسمة. يُعتبر الرمز البريدي لهذهِ المنطقة هـو 704.

## التّقسِيمات الإِدارِيّة

### أحياء
هُنالك رَسميًا عشرة أحياء في منطقة الحكومة المحليّة النيجيرية هذهِ وتتضمن:
1. ألاجاوا  [لغات أخرى]‏ (بالإنجليزية: Alajawa)
2. دوستن-باكوشي  [لغات أخرى]‏ (بالإنجليزية: Dutsen-bakoshi)
3. فاروروا  [لغات أخرى]‏ (بالإنجليزية: Faruruwa)
4. جورون دوتس  [لغات أخرى]‏ (بالإنجليزية: Goron Dutse)
5. شانونو (حي)  [لغات أخرى]‏ (بالإنجليزية: Shanono)
6. ليني  [لغات أخرى]‏ (بالإنجليزية: Leni)
7. كادامو  [لغات أخرى]‏ (بالإنجليزية: Kadamu)
8. شاكوغي  [لغات أخرى]‏ (بالإنجليزية: Shakogi)
9. كوكيا  [لغات أخرى]‏ (بالإنجليزية: Kokiya)
10. Tsaure  [لغات أخرى]‏ (بالإنجليزية: Tsaure)

## رَوابط خارجيَّة
المَوقـع الرَسميّ[وصلة مكسورة]